# Małe duże koty
Małe duże koty (ang. Little Big Cat) – brytyjski serial popularnonaukowy, emitowany był w Polsce na kanale CBeebies w latach 2011–2013. Serial kręcono w rezerwacie Masai Mara w Kenii.

## Fabuła
Skryte i ujmujące historie lwów, lampartów i gepardów mieszkających w rezerwacie Masai Mara w Kenii.

## Obsada
- Ayodele Ajana – aktorka głosowa[2]

## Spis odcinków
| N°  | Nieoficjalny polski tytuł          | Angielski tytuł          |
| --- | ---------------------------------- | ------------------------ |
| 1.  | Kito i deszcz                      | Kito and the Rain        |
| 2.  | Zabawa w chowanego                 | Hide and Seek            |
| 3.  | Życie rodzinne                     | Family Life              |
| 4.  | Nauka                              | Learning                 |
| 5.  | Nawiązywanie przyjaźni             | Making Friends           |
| 6.  | Moja i Wheelyphant                 | Moja and the Wheelyphant |
| 7.  | Lamparty zmieniają dom             | The Leopards Move Home   |
| 8.  | Lew Kali moknie                    | Kali The Lion Gets Wet   |
| 9.  | Najlepsi z przyjaciół              | Best of Friends          |
| 10. | Mbile wspina się na wysokie drzewo | Mbile Climbs a Tall Tree |